# 高翔みず希
高翔 みず希（たかしょう みずき、7月16日 - ）は、宝塚歌劇団専科に所属する男役。元花組組長。
東京都、和洋女子大学付属国府台女子高等学校出身。身長166cm。愛称は「さおり」、「さおた」。

## 来歴
1988年、宝塚音楽学校入学。
1990年、音楽学校卒業後、宝塚歌劇団に76期生として入団。入団時の成績は14番。花組公演「ベルサイユのばら」で初舞台。
1991年、組まわりを経て月組に配属。
1998年1月1日付で、宙組創設に伴う発足メンバーとして宙組へ組替え。
2000年7月5日付で花組へと組替え。
2007年12月25日付で花組副組長に就任。
2012年3月19日付で花組組長に就任。
2022年2月7日付で専科へ異動となる。
キレのあるダンスと温かみのある芝居で男女両役をこなし、専科異動後は各組に特別出演を続けている。

## 主な舞台

### 初舞台
- 1990年3 - 5月、花組『ベルサイユのばら-フェルゼン編-』（宝塚大劇場のみ）

### 組まわり
- 1990年8 - 9月、月組『川霧の橋』『ル・ポァゾン 愛の媚薬』（宝塚大劇場のみ）
- 1990年11月、雪組『黄昏色のハーフムーン』『パラダイス・トロピカーナ』（東京宝塚劇場のみ）

### 月組時代
- 1991年3 - 5月、月組・花組・雪組・星組・専科『ベルサイユのばら-オスカル編-』（宝塚大劇場）
- 1991年7月、月組・雪組・星組・専科『ベルサイユのばら-オスカル編-』（東京宝塚劇場）
- 1991年9 - 10月、『銀の狼』『ブレイク・ザ・ボーダー!』（宝塚大劇場のみ）
- 1991年11月、『たとえば それは 瞳の中の嵐のように』（バウホール）
- 1992年1 - 4月、『珈琲カルナバル』『夢・フラグランス』
- 1992年5月、『BLUFF』（日本青年館）
- 1992年7 - 8月、『PUCK』 - 新人公演：スナッグ（本役：鷹悠貴）『メモリーズ・オブ・ユー』（宝塚大劇場）
- 1992年9 - 10月、『高照（たかてら）す日の皇子（みこ）』（バウホール・日本青年館）
- 1992年11月、『PUCK』 - 新人公演：スナッグ（本役：鷹悠貴）『メモリーズ・オブ・ユー』（東京宝塚劇場）
- 1992年12月、『ジャンプ・フォー・ジョイ』（ドラマシティ）
- 1993年4 - 7月、『グランドホテル』『BROADWAY BOYS』
- 1993年9 - 10月、『花扇抄』『扉のこちら』『ミリオン・ドリームズ』（宝塚大劇場のみ）
- 1993年11月、『夢の10セント銀貨』（バウホール）
- 1994年1 - 2月、『風と共に去りぬ』（宝塚大劇場）
- 1994年2 - 3月、『夢の10セント銀貨』（日本青年館・愛知厚生年金会館）
- 1994年4月、『風と共に去りぬ』（東京宝塚劇場）
- 1994年6 - 8月、『エールの残照』 - 新人公演：ジョセフ（本役：汝鳥伶）『TAKARAZUKA・オーレ!』（宝塚大劇場）
- 1994年8 - 9月、『WANTED』（バウホール・日本青年館）
- 1994年11月、『エールの残照』 - 新人公演：ジョセフ（本役：汝鳥伶）『TAKARAZUKA・オーレ!』（東京宝塚劇場）
- 1994年12 - 1995年1月、『ローン・ウルフ』（バウホール）
- 1995年3月、『Beautiful Tomorrow!』（バウホール）
- 1995年4 - 5月、『結末のかなた』（バウホール）
- 1995年6月、『ハードボイルド・エッグ』 - 新人公演：ローレンス（本役：若央りさ）『EXOTICA!』（東京宝塚劇場のみ）
- 1995年8 - 12月、『ME AND MY GIRL』 - 新人公演：ジャスパー卿（本役：大峯麻友）
- 1996年2月、『ME AND MY GIRL』（中日劇場）
- 1996年3 - 5月、『CAN-CAN』『マンハッタン不夜城』（宝塚大劇場）
- 1996年5 - 6月、『結末のかなた』（日本青年館・愛知厚生年金会館）
- 1996年7月、『CAN-CAN』『マンハッタン不夜城』（東京宝塚劇場）
- 1996年8月、『銀ちゃんの恋』（日本青年館のみ） - ジミー
- 1996年9 - 11月、『チェーザレ・ボルジア』 - 新人公演：アルフォンソ（本役：鷹悠貴）『プレスティージュ』（宝塚大劇場のみ）
- 1996年12 - 1997年2月、『バロンの末裔』 - 新人公演：ジョージ（本役：汝鳥伶）『グランド・ベル・フォリー』（宝塚大劇場）
- 1997年2 - 3月、『Non-STOP!!-午前0時に幕は開く-』（バウホール・日本青年館）
- 1997年4月、『バロンの末裔』 - 新人公演：ジョージ（本役：汝鳥伶）『グランド・ベル・フォリー』（東京宝塚劇場）
- 1997年6 - 8月、『EL DORADO』（宝塚大劇場のみ）
- 1997年8 - 9月、『FAKE LOVE』（バウホール・日本青年館・愛知厚生年金会館） - ジェイコブソン

### 宙組時代
- 1998年1月、『夢幻宝寿頌』『This is TAKARAZUKA!』（香港カルチュラルセンター）
- 1998年3 - 5月、『エクスカリバー』 - ジョン『シトラスの風』（宝塚大劇場）
- 1998年6月、『嵐が丘』（日本青年館・愛知厚生年金会館） - ジョーゼフ
- 1998年7 - 8月、『エクスカリバー』 - ジョン『シトラスの風』（1000days劇場）
- 1998年9月、『バウ・ボヤージュ!』（バウホール）
- 1998年10 - 1999年3月、『エリザベート』 - 黒天使
- 1999年5月、『Crossroad』（ドラマシティ） - ロベール[3]
- 1999年6 - 8月、『激情』 - ルシオ『ザ・レビュー'99』（宝塚大劇場）
- 1999年9月、『Crossroad』（日本青年館） - ロベール[3]
- 1999年10 - 11月、『激情』 - ルシオ『ザ・レビュー'99』（1000days劇場）
- 2000年1 - 5月、『砂漠の黒薔薇』『GLORIOUS!!』
- 2000年6 - 7月、『FREEDOM-ミスター・カルメン-』（バウホール・日本青年館） - バーニー

### 花組時代
- 2000年9月、『トム・ジョーンズの華麗なる冒険』（バウホール・日本青年館） - フェラマー卿
- 2000年11 - 2001年3月、『ルートヴィヒII世』 - 近習ウェーバー『Asian Sunrise』
- 2001年4 - 5月、『源氏物語 あさきゆめみし』 - 舎人（乙）／光源氏（青年）『ザ・ビューティーズ!』（全国ツアー）
- 2001年7 - 11月、『ミケランジェロ』『VIVA!』
- 2001年12 - 2002年1月、『カナリア』（ドラマシティ・ル テアトル銀座） - 小悪魔3
- 2002年3 - 4月、『琥珀色の雨にぬれて』 - フレデリック『Cocktail』（宝塚大劇場）
- 2002年4月、『ダイアモンド・アイズ』（ドラマシティ）
- 2002年5 - 6月、『琥珀色の雨にぬれて』 - フレデリック『Cocktail』（東京宝塚劇場）
- 2002年8月、『あかねさす紫の花』 - 海犬養連勝麻呂『Cocktail』（博多座）
- 2002年10 - 2003年2月、『エリザベート』 - 黒天使
- 2003年3 - 4月、『不滅の棘（とげ）』（ドラマシティ・赤坂ACTシアター） - 道化／刑事／ハリイ／ロナルド
- 2003年5 - 9月、『野風の笛』 - 速水守久『レヴュー誕生』
- 2003年10 - 11月、『琥珀色の雨にぬれて』 - フレデリック『Cocktail』（全国ツアー）
- 2004年1 - 5月、『天使の季節』 - アルデンテ『アプローズ・タカラヅカ!』
- 2004年5 - 6月、『NAKED CITY』（バウホール・日本青年館） - アイク
- 2004年8 - 11月、『La Esperanza（ラ・エスペランサ）』 - アロンソ『TAKARAZUKA舞夢!』
- 2005年3 - 7月、『マラケシュ・紅の墓標』 - アリ『エンター・ザ・レビュー』
- 2005年9月、『Ernest in Love（アーネスト・イン・ラブ）』（日生劇場） - レイン
- 2005年11 - 2006年2月、『落陽のパレルモ』 - カルロ『ASIAN WINDS!』
- 2006年3 - 4月、『スカウト』（バウホール） - ロイ
- 2006年6 - 10月、『ファントム』 - ジャン・クロード
- 2006年11 - 12月、『MIND TRAVELLER-記憶の旅人-』（ドラマシティ・日本青年館） - テオ・カサベテス[3]
- 2007年2 - 5月、『明智小五郎の事件簿-黒蜥蜴（トカゲ）』 - 天城刑事『TUXEDO JAZZ（タキシード ジャズ）』
- 2007年7月、『源氏物語 あさきゆめみしII』（梅田芸術劇場） - 朱雀帝
- 2007年9 - 12月、『アデュー・マルセイユ』 - ダニエル『ラブ・シンフォニー』
- 2008年2月、『メランコリック・ジゴロ』 - 浮浪者『ラブ・シンフォニーII』（中日劇場）[3]
- 2008年5月、『愛と死のアラビア』 - スレイマン『Red Hot Sea』（宝塚大劇場のみ）[注釈 1]
- 2009年1 - 3月、『太王四神記』 - カグン将軍
- 2009年9 - 11月、『外伝 ベルサイユのばら-アンドレ編-』 - カロンヌ夫人『EXCITER!!』
- 2010年1月、『BUND／NEON 上海』（バウホール） - リチャード・マーシャル
- 2010年7 - 10月、『麗しのサブリナ』 - タイソン氏『EXCITER!!』
- 2010年11 - 12月、『CODE HERO／コード・ヒーロー』（バウホール・日本青年館） - ボイド
- 2011年2 - 4月、『愛のプレリュード』 - キース・トルーマン『Le Paradis!!（ル パラディ）』
- 2011年6 - 9月、『ファントム』 - メルシエ
- 2011年10 - 11月、『小さな花がひらいた』 - 中島市蔵『ル・ポァゾン 愛の媚薬II』（全国ツアー）
- 2012年1 - 3月、『復活-恋が終わり、愛が残った-』 - ユーリ『カノン』
- 2012年4 - 5月、『長い春の果てに』 - ジョルジュ『カノン』（全国ツアー）
- 2012年7 - 10月、『サン＝テグジュペリ』 - バンジャマン・クレミュー『CONGA!!』
- 2012年11月、『Victorian Jazz（ヴィクトリアン ジャズ）』（バウホール） - チャールズ・ワトキン
- 2013年2 - 5月、『オーシャンズ11』 - リカルド
- 2013年6 - 7月、『戦国BASARA』（東急シアターオーブ） - 山本勘助
- 2013年8 - 11月、『愛と革命の詩（うた）-アンドレア・シェニエ-』 - 老ジェラール『Mr. Swing!』
- 2014年2 - 5月、『ラスト・タイクーン -ハリウッドの帝王、不滅の愛-』 - マーカス・ロー『TAKARAZUKA ∞ 夢眩』
- 2014年6月、『ベルサイユのばら-フェルゼンとマリー・アントワネット編-』（中日劇場） - ルイ16世
- 2014年8 - 11月、『エリザベート-愛と死の輪舞（ロンド）-』 - グリュンネ伯爵
- 2015年1月、『Ernest in Love』（東京国際フォーラム） - レイン
- 2015年3 - 6月、『カリスタの海に抱かれて』 - アルド・アルフォンソ『宝塚幻想曲（タカラヅカ ファンタジア）』
- 2015年7 - 8月、『ベルサイユのばら-フェルゼンとマリー・アントワネット編-』 - ルイ16世『宝塚幻想曲（タカラヅカ ファンタジア）』（梅田芸術劇場・台北国家戯劇院）
- 2015年10 - 12月、『新源氏物語』 - 朱雀院／尼君『Melodia-熱く美しき旋律-』
- 2016年2 - 3月、『For the people-リンカーン 自由を求めた男-』（ドラマシティ・KAAT神奈川芸術劇場） - ジョン・スチュアート／奴隷商人
- 2016年4 - 7月、『ME AND MY GIRL』 - フレデリック・バターズビー卿
- 2016年9月、『仮面のロマネスク』 - 法院長『Melodia-熱く美しき旋律-』（全国ツアー）
- 2016年11 - 2017年2月、『雪華抄（せっかしょう）』『金色（こんじき）の砂漠』 - 教師ナルギス
- 2017年3 - 4月、『仮面のロマネスク』 - 法院長『EXCITER!!2017』（全国ツアー）
- 2017年6 - 8月、『邪馬台国の風』 - 李淵『Santé!!』
- 2017年10月、『ハンナのお花屋さん-Hanna's Florist-』（TBS赤坂ACTシアター） - エーリク・ヨハンソン
- 2018年1 - 3月、『ポーの一族』 - 老ハンナ
- 2018年5月、『あかねさす紫の花』 - 鏡王『Sante!!』（博多座）
- 2018年7 - 10月、『MESSIAH（メサイア）-異聞・天草四郎-』 - 森宗意軒『BEAUTIFUL GARDEN-百花繚乱-』
- 2018年11 - 12月、『メランコリック・ジゴロ』 - 浮浪者『EXCITER!!2018』（全国ツアー）
- 2019年2 - 4月、『CASANOVA』 - ピエトロ・フォスカリーニ
- 2019年6 - 7月、『花より男子』（TBS赤坂ACTシアター） - 牧野晴夫
- 2019年6月、『恋スルARENA』（横浜アリーナ）[注釈 2]
- 2019年8 - 11月、『A Fairy Tale -青い薔薇の精-』 - ディニタス『シャルム!』
- 2020年1月、『マスカレード・ホテル』（ドラマシティ・日本青年館） - 栗原健治
- 2020年7 - 11月、『はいからさんが通る』 - リーダー
- 2021年1 - 2月、『PRINCE OF ROSES-王冠に導かれし男-』（バウホール） - ジャスパー・テューダー
- 2021年4 - 7月、『アウグストゥス-尊厳ある者-』 - キケロ『Cool Beast!!』
- 2021年8 - 9月、『哀しみのコルドバ』 - マリア『Cool Beast!!』（全国ツアー）
- 2021年11 - 2022年2月、『元禄バロックロック』 - チュウザエモン『The Fascination（ザ ファシネイション）!』[2]

### 専科時代
- 2022年6 - 9月、花組『巡礼の年〜リスト・フェレンツ、魂の彷徨〜』 - ヴィクトル・ユゴー『Fashionable Empire』[5]
- 2022年10 - 11月、花組『フィレンツェに燃える』 - バルタザール侯爵『Fashionable Empire』（全国ツアー）
- 2023年4 - 5月、花組『二人だけの戦場』（梅田芸術劇場・東京建物 Brillia HALL） - シュトロゼック
- 2024年3 - 7月、月組『Eternal Voice 消え残る想い』 - ゼイン
- 2024年8 - 9月、月組『BLUFF（ブラフ）』（プレイハウス・バウホール） - マローイ
- 2025年3月、花組『マジシャンの憂鬱』 - シュトルムフェルド『Jubilee』（博多座）
- 2025年6 - 7月、宙組『RED STONE』（KAAT神奈川芸術劇場・ドラマシティ） - ドクター・カニンガム
- 2025年11 - 12月、花組『Goethe!』（東京国際フォーラム・梅田芸術劇場）

## 出演イベント
- 1990年5月、'90TMP音楽祭『サウンド・イン・ビッグ・シティ』
- 1995年11月、『茂山忠三郎レッスン発表会』
- 1997年7月、第三回『アキコ・カンダレッスン発表会』
- 1997年10月、姿月あさとディナーショー『SILENT VOICE』[10]
- 1997年12月、『レビュー・スペシャル'97』
- 1998年10月、第39回『宝塚舞踊会』
- 1998年12月、『レビュー・スペシャル'98』
- 1999年12月、『レビュー・スペシャル'99』
- 2000年2月、樹里咲穂ディナーショー『Naked Gambler』
- 2001年1月、『花組エンカレッジ・コンサート』
- 2001年8月、『花組-リプライズ-エンカレッジ・コンサート』
- 2002年1月、『大滝愛子バレエ・レッスン発表会』
- 2002年11月、『アキコ・カンダレッスン発表会』
- 2004年11月、『ベルサイユのばら30』
- 2004年12月、彩輝直バウ・パフォーマンス『熱帯夜話』[11]
- 2005年7月、『R・Hatter』（外部出演）[12]
- 2007年5 - 6月、春野寿美礼ディナーショー『etude』[13]
- 2024年11 - 12月、美穂 圭子 35th Anniversary Dinner＆Concert『Dear My Home -あなたに贈る物語-』

## 受賞歴
- 2008年、『宝塚歌劇団年度賞』 - 2007年度努力賞[14]